# Universidad Estatal de Texas
La Universidad Estatal de Texas (en inglés, Texas State University) es una universidad pública localizada en San Marcos, Texas, Estados Unidos. Fundada en 1899 como la Escuela Normal Estatal del Suroeste de Texas, abrió sus puertas en 1903 a 303 estudiantes para educarlos y que se convirtieran en maestros. Desde entonces se ha convertido en la institución más grande en el Sistema Universitario Estatal de Texas y la cuarta universidad más grande en el estado de Texas con una matrícula de más de 38.000 estudiantes. 
Cuenta con 10 facultades y cerca de 50 unidades académicas y departamentos, incluyendo cursos de estudio nacionalmente reconocidos en Geografía, Justicia Penal y Música. El Presidente Lyndon B. Johnson egresó de la institución en 1930. 
El campus principal de la Universidad Estatal de Texas consta de 245 edificios en 492 hectáreas (1.99 km²) de terreno montañoso a lo largo del Río San Marcos. También tiene un campus satélite que ofrece licenciaturas y posgrados en el Campus de Round Rock (RRC) al norte de Austin.

## Historia
- Southwest Texas State Normal School (1899–1918)
- Southwest Texas State Normal College (1918–1923)
- Southwest Texas State Teachers College (1923–1959)
- Southwest Texas State College (1959–1969)
- Southwest Texas State University (1969–2003)
- Texas State University-San Marcos (2003–2013)
- Texas State University (2013-presente)

## Rankings

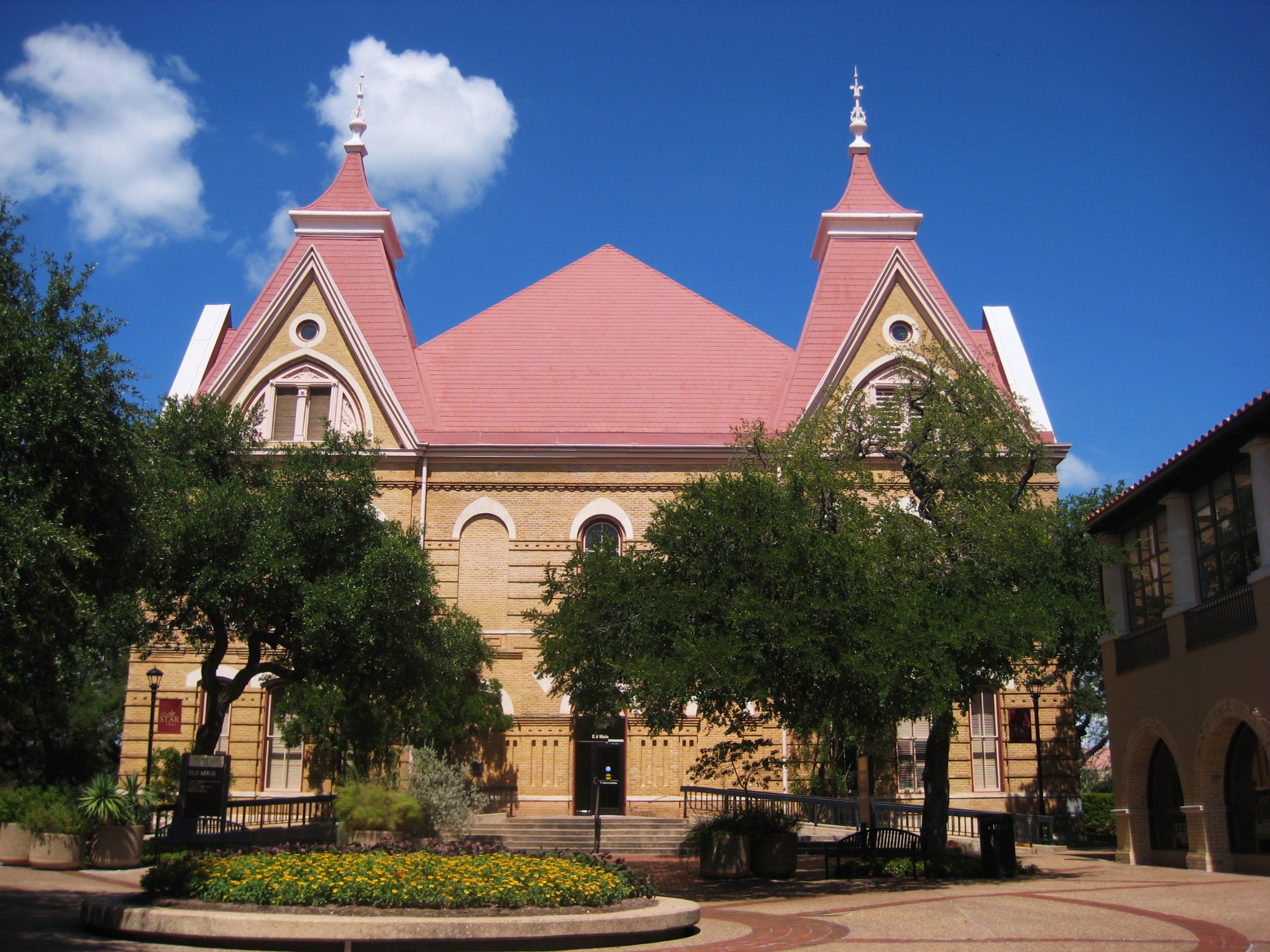
Edificio Old Main

La Universidad Estatal de Texas ocupa el puesto 12 de las mejores escuelas públicas en la categoría de universidades regionales (oeste) del U.S. News & World Report 2015.  El Princeton Review también ha clasificado a la Universidad Estatal de Texas como una de las universidades de mejor costo-beneficio de Estados Unidos.  La universidad también tiene la distinción de ser la 13.ª mejor universidad para veteranos de las fuerzas armadas según la revista Military Times Edge. Forbes clasifica a la Universidad Estatal de Texas en los puestos 487.º de la nación y 119.º del sur.
El curso de estudio de Trabajo Social de la universidad ha sido catalogado 7 º en el ranking de mejores universidades para los programas de trabajo social en línea.  La organización literaria sin fines de lucro Poets & Writers ha clasificado el Máster en Bellas Artes 45.º de la nación. La Facultad de Educación ocupa el puesto 140 del país por U.S. News & World Report, empatado con la Universidad de Drake, la Universidad de Akron y otras.
El departamento de Teatro y Danza Contemporánea ocupó el puesto número 9 del país en el stio especializado best-art-colleges.com por sus cursos de estudio a nivel licenciatura y maestría en 8 programas de arte.

## Facultades

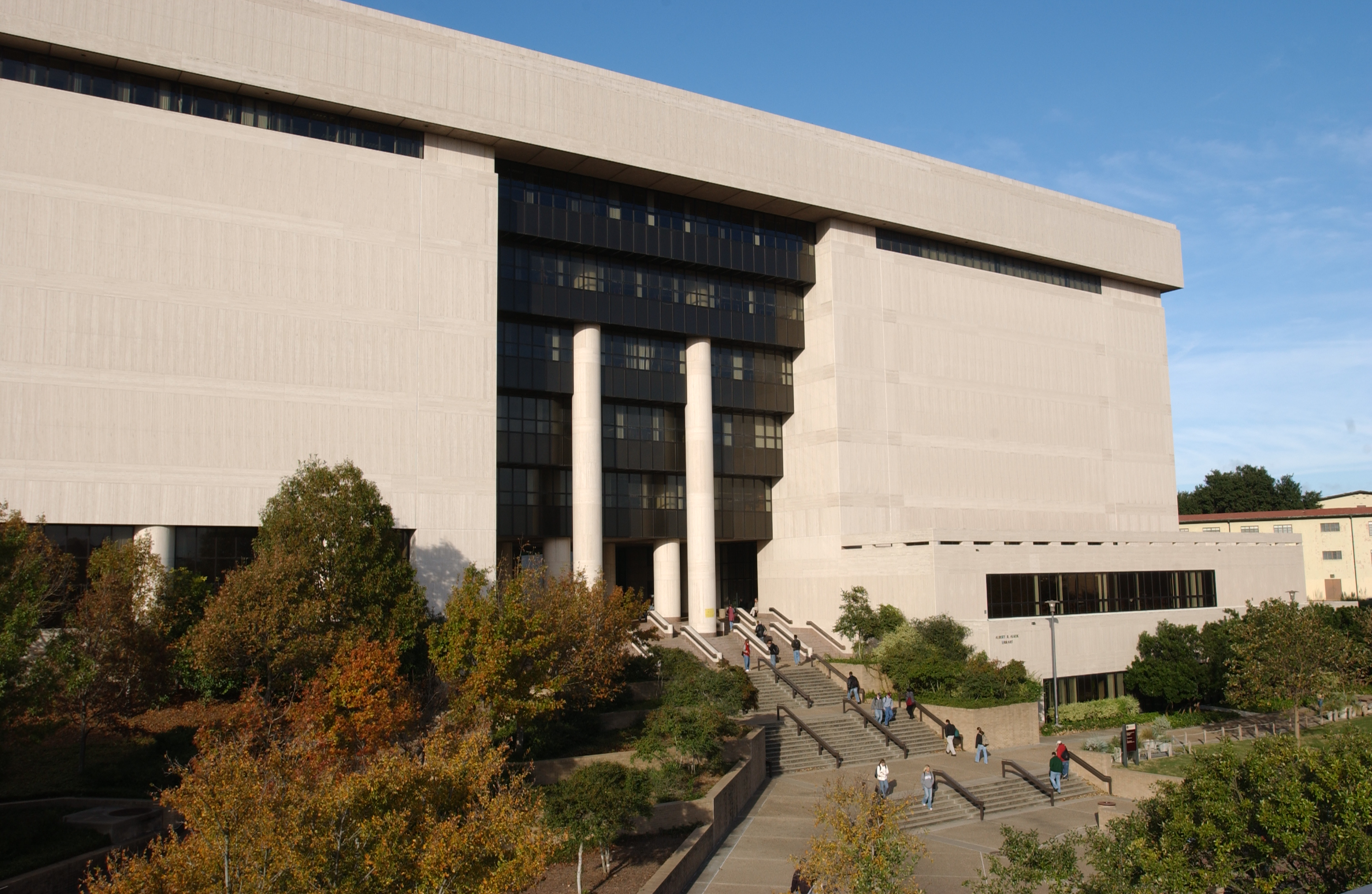
Biblioteca Alkek

La Universidad Estatal de Texas ofrece 97 programas de licenciatura, 88 programas de maestría, y 12 programas de doctorado.  La universidad ha sido acreditada por la Asociación Del sur de Universidades y Escuelas desde entonces 1925 y tuvo su última revisión en 2010.
Estos programas están ofrecidos a través de diez unidades académicas, incluyendo:
| - College of Applied Arts - McCoy College of Business Administration - College of Education - College of Fine Arts and Communication - College of Health Professions - Honors College - The Graduate College |  | - College of Liberal Arts - College of Science and Engineering - University College |

## Atletismo

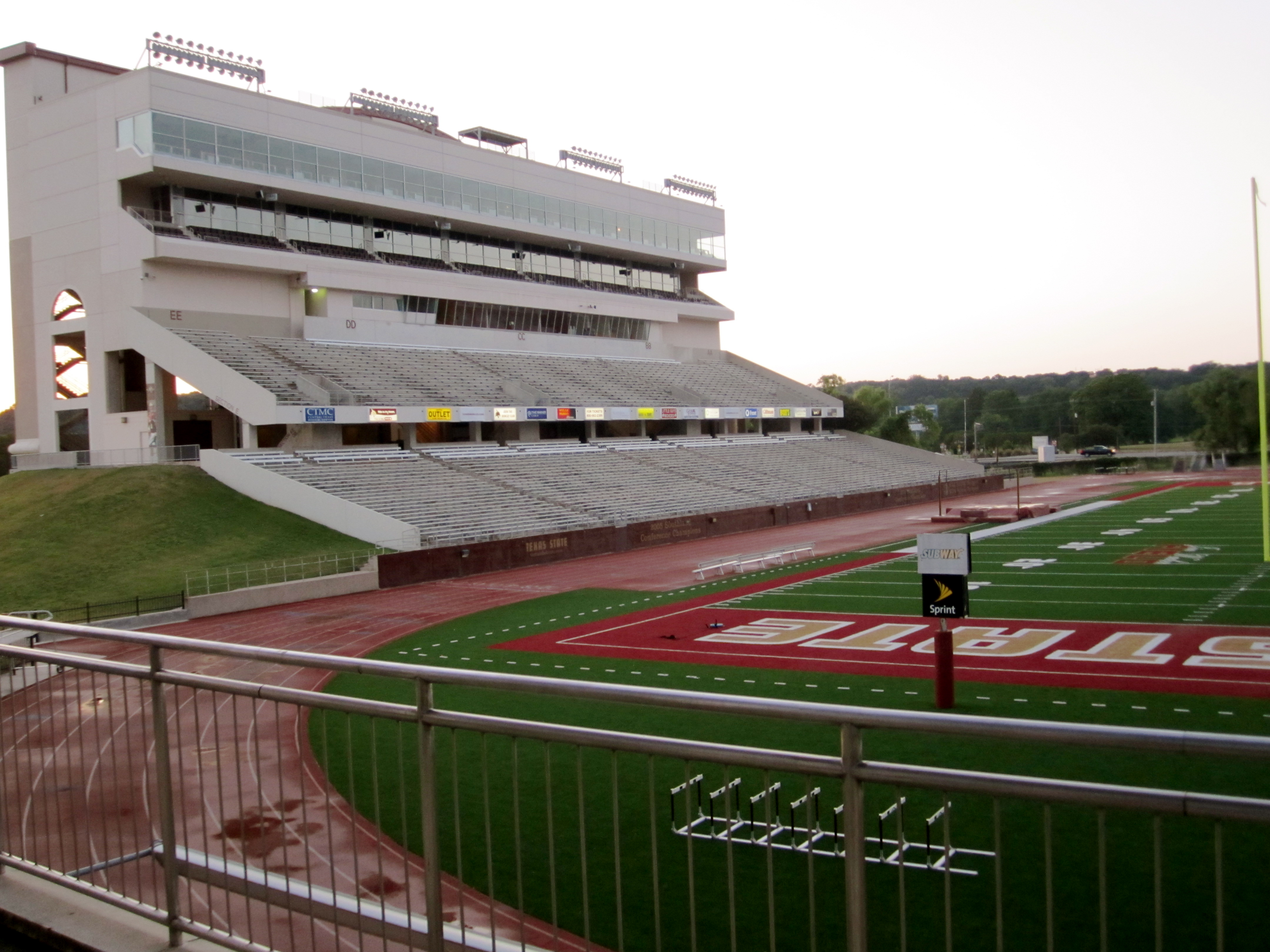
Estadio Bobcat completado en 2009

Los Linces de la Estatal de Texas (Texas State Bobcats en inglés) es el equipo deportivo de la Universidad Estatal de Texas. Participa en las competiciones universitarias de la NCAA, en la Sun Belt Conference. Sus equipos y atletas han ganado campeonatos nacionales y regionales en múltiples deportes, así como medallas en las Olimpiadas.